# Ron Tripp
Ron Tripp (Battle Creek - Michigan, 22 de Abril de 1953) é um ex-judoca e lutador de Sambo estadunidense.
Tripp é notório entre os amantes do vale-tudo por ter sido a única pessoa a ter derrotado Rickson Gracie em uma luta oficial, após aplicar-lhe um Uchi-mata com apenas 47 segundos de luta. A luta teria acontecido em 1993, durante o "U.S. Sambo Championships" disputado na cidade de Norman, Oklahoma. Não há relatos nem videos desta luta. O próprio Rickson, porém, confirma ter sido derrubado por Tripp, mas ele alega que as regras foram modificadas minutos antes da luta, e ninguém o avisou.

## Conquistas e Honrarias
- 1994 Campeão Mundial de Sambo
- 7-vezes medalhista no Campeonato Mundial de Sambo
- 1989 World Judo Team Belgrade
- Congratulado Master of Sports
- Campeão do "Olympic Festival Judo Champion Open Division"
- 8 vezes medalhista do Olympic Festival
- Mifune Cup Team Bronze Medalist Open Division
- 12 vezes campeão Nacional e Pan-Americano de Judo e Sambo
- 1987 - Vencedor do "Bart Conner Award Recognizing Oklahoma's Most Outstanding Athlete"
- 2010 - Recebedor do "Annual Pioneers of Sambo" pela "American Sambo Association"
- Presidente da "USA Judo" de 2000 a 2008[4]
- Membro do Comitê Olímpico dos EUA de 2000 a 2004
- Recebedor do "FCLB George W. Ardvison Award 2010"